# Тастумсык
Тастумсык (каз. Тастұмсық, до 1993 г. — Вознесеновка) — село в Тюлькубасском районе Туркестанской области Казахстана. Административный центр Тастумсыкского сельского округа. Код КАТО — 516061100.

## Население
В 1999 году население села составляло 1738 человек (857 мужчин и 881 женщина). По данным переписи 2009 года, в селе проживало 2065 человек (1010 мужчин и 1055 женщин).

## Известные уроженцы
- Сабден, Оразалы Сабденович (род. 1947) — казахский экономист, общественно-политический деятель. Доктор экономических наук. Академик.